# Red Dutton

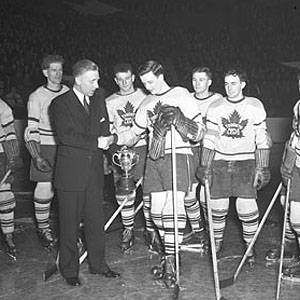
Red Dutton wręcza Calder Memorial Trophy jako prezes ligi NHL

Red Dutton (ur. 23 lipca 1898, zm. 15 marca 1987) zawodnik NHL (1921–1936). Grał w Montreal Maroons i New York Americans. Był również drugim prezesem ligi NHL (od 1943–1946). Urodził się w mieście Russell w Kanadzie. W 1958 roku został wprowadzony do Hockey Hall of Fame. Po karierze zawodnika stał się trenerem i właścicielem klubu New York Americans. Dutton został prezesem NHL po śmierci Franka Caldera. Jednak w 1946 roku przekazał to stanowisko Clarence'owi Campbellowi, wcześniej sędziemu, który wrócił z wojny.